# Mniàcies
Les mniàcies (Mniaceae) són una família de molses de l'ordre brials. Conté 17 gèneres àmpliament distribuïts per l'hemisferi Nord. Sovint tenen grans fulles planes i en la majoria d'espècies estan simplement o doblement dentades. Hi ha espècies erectes i espècies prostrades. El seu peristoma és doble.

## Gèneres
Alguns gèneres de la família, en negreta es remarquen gèneres amb espècies autòctones als Països Catalans:
- Cinclidium
- Cyrtomnium
- Leucolepis
- Mnium
- Orthomnion
- Plagiomnium
- Pseudobryum
- Rhizomnium
- Trachycystis